# Southeastern Film Critics Association Awards
La Southeastern Film Critics Association (SEFCA nella forma abbreviata) è un'associazione di critici cinematografici, composta da oltre quaranta esperti di ambito televisivo, giornalistico e radiofonico. Come il nome suggerisce, la società rappresenta la zona sudorientale degli Stati Uniti, ossia gli Stati dell'Alabama, Arkansas, Florida, Georgia, Louisiana, Carolina del Nord, Carolina del Sud, Tennessee e Virginia.

## Storia
La società venne fondata nel 1992 su iniziativa di cinque esperti, che scelsero di dare vita ad un'organizzazione autonoma con lo scopo di assegnare un riconoscimento che premiasse le migliori opere cinematografiche anno dopo anno. Il nucleo originario si è andato via via ampliando, fino ad arrivare allo stato attuale (circa quarantasette membri nel 2007).
I riconoscimenti, noti come Southeastern Film Critics Association Awards (SEFCA Awards) sono stati assegnati a partire dal 1993 all'inizio dell'anno (solitamente nei primi di gennaio), ma a partire dal 2001 hanno finito per anticipare il Natale o, raramente, per seguirlo.
Edizione dopo edizione, la società ha sempre stilato una classifica dei migliori dieci film dell'anno, scelta quanto mai rara in altre società cinematografiche (presente nella National Board of Review of Motion Pictures).
A partire dall'edizione del 2006, la società ha assegnato un premio extra, denominato Premio Wyatt (Wyatt Award), in memoria di Gene Wyatt, anziano membro della SEFCA, assegnato al film che più percepisce lo spirito dell'organizzazione.

## Categorie
- Top Ten Films (Top Ten Films) (dal 1993)
- Miglior film (Best Picture) (dal 1993)
- Miglior attore (Best Actor) (dal 1993)
- Miglior attrice (Best Actress) (dal 1993)
- Miglior attore non protagonista (Best Supporting Actor) (dal 1993)
- Miglior attrice non protagonista (Best Supporting Actress) (dal 1993)
- Miglior regista (Best Director) (dal 1993)
- Miglior sceneggiatura originale (Best Original Screenplay) (dal 1998)
- Miglior sceneggiatura non originale (Best Adapted Screenplay) (dal 1998)
- Miglior film in lingua straniera (Best Foreign-Language Film) (dal 1998)
- Miglior documentario (Best Documentary) (dal 2002)
- Miglior film d'animazione (Best Animated Feature) (dal 2006)